# Никлас Култи
Никлас Култи (на шведски: Nicklas Kulti) е шведски тенисист.

## Биография
Никлас Култи е роден на 20 април 1971 г. в Стокхолм, Швеция. 

## Кариера
Никлас Култи е номер 1 в световната ранглиста на сингъл за юноши през 1989 г., след като печели титлите на Открито първенство по тенис на Австралия и Уимбълдън за юноши и финалист на Открито първенство на САЩ.
През 1991 г. Култи печели първата си титла на сингъл от най-високо ниво в Аделаида. Той печели общо три титли на сингъл по време на професионалната си кариера. Печели 13 титли на най-високо ниво на двойки, включително Монте Карло Мастърс през 1994 г. с партньор Магнус Ларсон и Париж Мастърс през 2000 г. с партньор на Макс Мирни. Култи е вицешампион на двойки мъже на Откритото първенство на Франция през 1995 г. с Ларсон и на Откритото първенство на САЩ през 1997 г. с Йонас Бьоркман. Най-доброто представяне на Култи на сингъл в турнир от Големия шлем е на Откритото първенство на Франция през 1992 г., където достига четвъртфинал, като побеждава Джон Макенроу, Маркус Зилнер, Майкъл Ченг и Диего Перес, преди да отстъпи от Анри Льоконт.
Никлас Култи е член на шведския отбор, който спечели Купа Дейвис през 1997 г. и 1998 г. в партньорство с Бьоркман, печелят на двойни финала и в двете години. Той е и в отбора, който завършва на второ място за Купа Дейвис през 1996 г. В петия и решаващ мач срещу французина Арно Бьоч, Култи замества контузения Стефан Едберг. В мач продължил 4 часа и 46 минути, Бьоч спасява три мачбола и накрая надвива със 7-6, 2-6, 4-6, 7-6, 10-8.
Най-високото класиране на Култи в ранглистата е световен номер 32 на сингъл (през 1993 г.) и световен номер 11 на двойки (през 1997 г.). Той се оттегля от професионалния тур през 2000 г. Ръководи Good to Great Tennis Academy заедно с Магнус Норман и Микаел Тилстрьом.

## Кариерна статистика

### ATP финали (3 титли; 7 финала)
|        | П–З | Година | Турнир                | Клас           | Настилка  | Опонент             | Резултат           |
| ------ | --- | ------ | --------------------- | -------------- | --------- | ------------------- | ------------------ |
| Загуба | 0–1 | 1990   | Прага Оупън           | Световни серии | Клей      | Жорди Арезе         | 6–7(3–7), 6–7(6–8) |
| Победа | 1–1 | 1991   | Аделаида Интернешънъл | Световни серии | Твърда    | Михаел Щих          | 6–3, 1–6, 6–2      |
| Победа | 2–1 | 1993   | Аделаида Интернешънъл | Световни серии | Твърда    | Кристиан Бергстрьом | 3–6, 7–5, 6–4      |
| Загуба | 2–2 | 1993   | Копенхаген Оупън      | Световни серии | Килим (з) | Андрей Олховски     | 5–7, 6–3, 2–6      |
| Загуба | 2–3 | 1996   | Веризон Чалъндж       | Световни серии | Клей      | Карим Алами         | 3–6, 4–6           |
| Победа | 3–3 | 1996   | Хале Оупън            | Световни серии | Трева     | Евгени Кафелников   | 6–7(5–7), 6–3, 6–4 |
| Загуба | 3–4 | 1999   | Хале Оупън            | Световни серии | Трева     | Николас Кифер       | 3–6, 2–6           |